# Magda Kröner
Magda Kröner, nascida Magda Helmke, (Rendsburg, 24 de janeiro de 1854 — Düsseldorf, 31 de outubro de 1935) foi uma pintora alemã do naturalismo conhecida pelas suas naturezas-mortas.

## Biografia
Kröner, nascida Helmcke, nasceu no dia 24 de janeiro de 1854 em Rendsburg, na Alemanha. Em 1883 casou-se com o pintor Christian Kröner (1838-1911), com quem teve dois filhos. Em 1895, ela expôs a sua arte no Crystal Palace, em Londres, onde recebeu uma medalha de bronze. Em 1901, Guilherme II da Alemanha comprou duas das suas pinturas.
Os Kröners estabeleceram-se em Düsseldorf e um dos seus filhos, Erwin Kröner (1889-1963), fez carreira na pintura.
Kröner faleceu no dia 31 de outubro de 1935 em Düsseldorf.

## Galeria

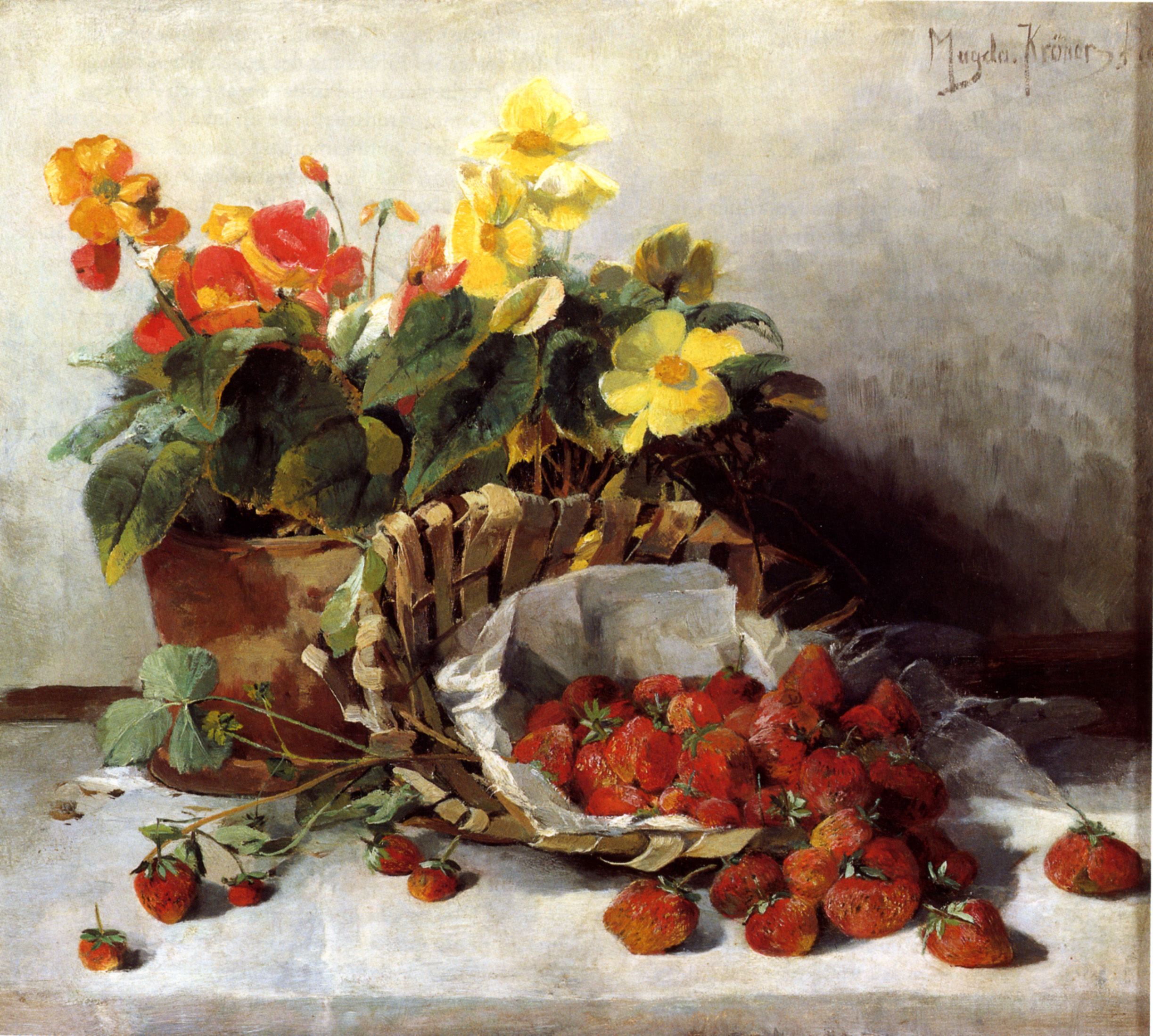
Stillleben
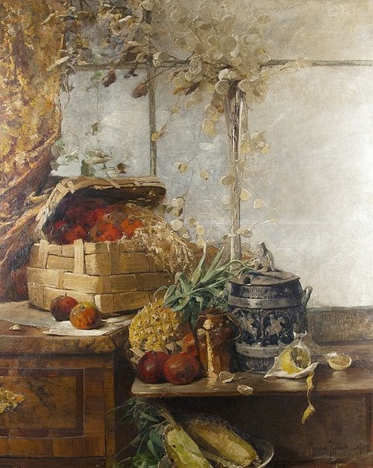
Grosses Stilleben
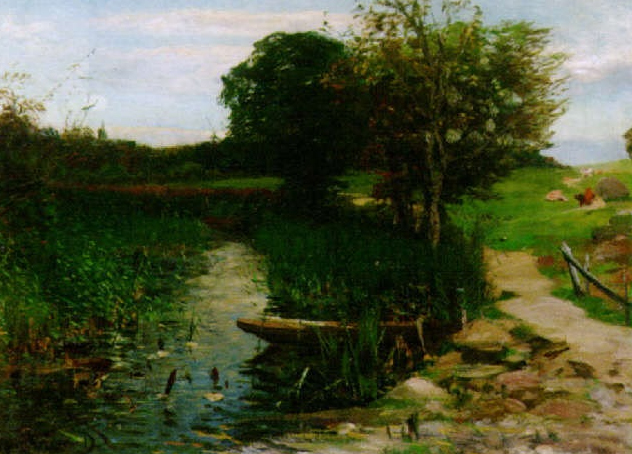
Sommerliche Flußlandschaft